# 弦乐五重奏
弦乐五重奏是指有五名弦乐表演者的室內樂演出，或者此类的音乐作品。
据称，莫扎特首创了使用第二中提琴的弦乐五重奏，即在傳統的弦樂四重奏編制上，追加一把中提琴而成。弦乐五重奏为许多知名作曲家所喜爱。有趣的是，某些谱写了著名四重奏作品的作曲家，却从未写过五重奏，例如海顿和肖斯塔科维奇。

## 組成
弦樂五重奏最为常见的组合，是由两把小提琴、两把中提琴、一把大提琴所組成（即所謂「中提琴五重奏」），包括莫扎特、勃拉姆斯等，都為這個編制寫出了作品。另外，两把小提琴、一把中提琴以及两把大提琴的組合（「大提琴五重奏」）也有著名的作品，除了博凯里尼之外，最知名的要屬舒伯特的C大調五重奏（目錄第956號）。此外尚有以低音提琴代替第二大提琴的罕見編制，比如德沃夏克的G大調五重奏（第77号作品）。